# Geolycosa turricola
Geolycosa turricola är en spindelart som först beskrevs av Mary Treat 1880.  Geolycosa turricola ingår i släktet Geolycosa och familjen vargspindlar. Inga underarter finns listade i Catalogue of Life.